# Cloverport
Cloverport – miasto w Stanach Zjednoczonych, w stanie Kentucky, w hrabstwie Breckinridge.